# Kênh đào Thái
Kênh đào Thái, trước đây gọi là kênh đào Kra hoặc kênh đào eo đất Kra, là một dự án đề xuất đào một con kênh lớn qua miền nam Thái Lan để giúp cải thiện giao thông trong khu vực, như kênh đào Suez và kênh đào Panama.
Kênh Kra theo kế hoạch có chiều dài kênh là 100 km, nối liền Ấn Độ Dương và vịnh Thái Lan. Sau khi hoàn thành, đây sẽ là kênh đào nhân tạo lớn nhất châu Á, sẽ rút ngắn con đường từ Biển Đông tới Ấn Độ Dương 1000 km.

## Lịch sử
Một kênh qua eo đất Kra, trong đó sẽ rút ngắn thời gian vận chuyển trên khắp châu Á, đã được đề xuất vào đầu 1677. Vua Thái Lan Narai Đại đế đã đề nghị những kỹ sư người Pháp de Lamar khảo sát khả năng xây dựng một đường thủy để kết nối với Songkhla với Marid (Myanmar), nhưng ý tưởng đã bị bỏ do không thực tế với công nghệ của thời điểm đó.
Năm 1793, ý tưởng này được nêu lại. Maha Sura Singhanat, em trai của Vua Chakri (Rama I), cho rằng việc bảo vệ bờ biển phía tây bằng tàu quân sự sẽ dễ dàng hơn. Đầu thế kỷ 19, Công ty British East India quan tâm đến con kênh đào này. Sau khi Miến Điện trở thành thuộc địa của Anh vào năm 1863, một cuộc thám hiểm đã được thực hiện với Victoria Point (Kawthaung), một lần nữa ý tưởng xây dựng lại không đi đến đâu. Năm 1897, Thái Lan và Anh đã đồng ý không xây dựng kênh đào để duy trì sự kiểm soát hải cảng tại Singapore. (Các tàu thuyền lưu thông từ Thái Bình Dương sang Ấn Độ Dương và ngược lại sẽ phải đi qua eo biển Malacca nằm giữa bán đảo Malaysia và đảo Sumatra. Singapore đã hưởng lợi từ vị trí chiến lược của eo Malacca. Nằm trên 1 trong các tuyến trung chuyển hàng hóa nhộn nhịp nhất thế giới. Nếu Kênh Kra được xây dựng, tàu bè sẽ không cần đi qua eo biển Malacca nữa.)
Các kế hoạch gần đây:

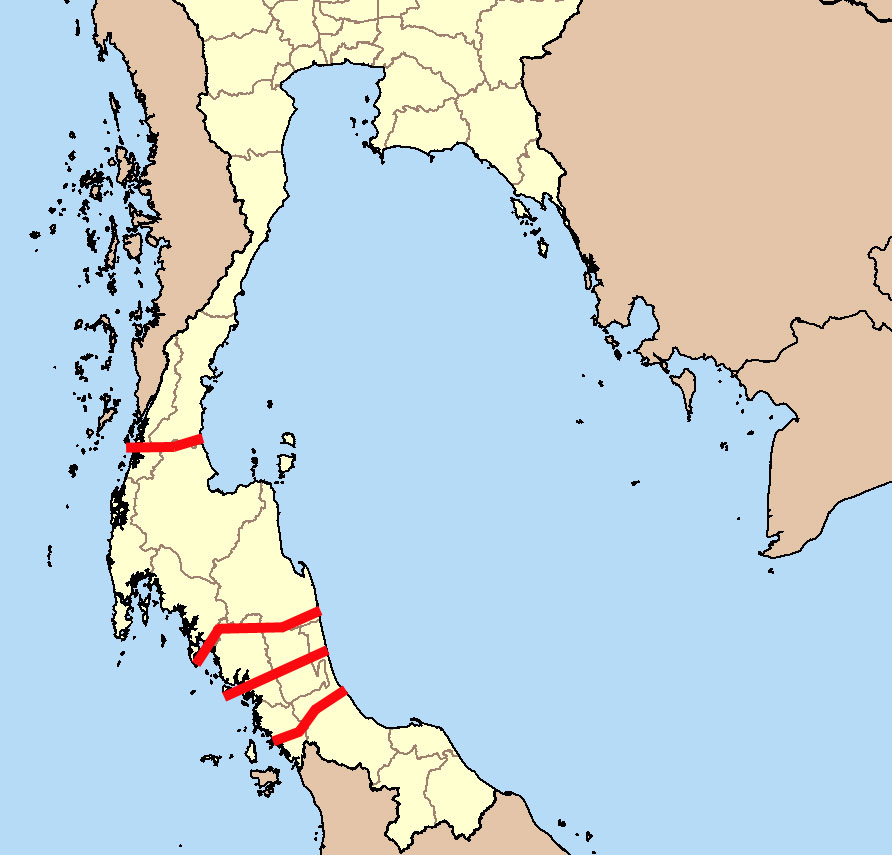
Kế hoạch

Ý tưởng về Kênh đào Kra đã được xem xét trong vào những năm 1930, nhưng không thực hiện được do chi phí cao và ảnh hưởng môi trường.
Vào thế kỷ 20, ý tưởng này đã xuất hiện trở lại, bao gồm cả một tuyến đường ở miền nam Thái Lan nối Vịnh Bandon gần Surat Thani với Phang Nga. Một địa điểm khác được đề xuất là tại tỉnh Nakhon Si Thammarat và tỉnh Trang. Nếu hoàn thành, người ta tin rằng kênh đào sẽ mang lại một sự thúc đẩy kinh tế cho khu vực gần đó và mang lại lợi ích cho Thái Lan.
Đầu năm 2015, đã có những kêu gọi thúc đẩy nghiên cứu khả thi đối với dự án. Những người ủng hộ kênh đào tin rằng nó sẽ chấm dứt sự suy thoái kinh tế của Thái Lan và biến nó thành một "trung tâm kinh tế và vận tải toàn cầu".
Ảnh hưởng đến Malaysia và Singapore:
Kênh đào Kra nếu được hoàn thành sẽ cạnh tranh trực tiếp với các cảng trong khu vực Eo biển Malacca, bao gồm Cảng Klang, Tanjung Pelepas và Singapore. Singapore đã bày tỏ lo ngại về tác động bất lợi đối với nền kinh tế của mình từ khi có đề xuất xây dựng con kênh này. Một báo cáo ước tính rằng Singapore có thể mất 30% thương mại vận tải do kênh Kra.